# 3138 Ciney
3138 Ciney (1980 KL) là một tiểu hành tinh vành đai chính được phát hiện ngày 22 tháng 5 năm 1980 bởi Debehogne, H. ở La Silla.